# Вайлд-Роуз (Вісконсин)
Вайлд-Роуз (англ. Wild Rose) — селище (англ. village) в США, в окрузі Вошара штату Вісконсин. Населення — 780 осіб (2020).

## Географія
Вайлд-Роуз розташований за координатами 44°10′45″ пн. ш. 89°14′35″ зх. д. / 44.17917° пн. ш. 89.24306° зх. д. (44.179057, -89.243098).  За даними Бюро перепису населення США в 2010 році селище мало площу 4,01 км², з яких 3,95 км² — суходіл та 0,06 км² — водойми.

## Демографія
Згідно з переписом 2010 року, у селищі мешкало 725 осіб у 316 домогосподарствах у складі 174 родин. Густота населення становила 181 особа/км².  Було 377 помешкань (94/км²).
Расовий склад населення:
| - 95,9 % — білих - 0,7 % — корінних американців - 0,6 % — азіатів - 1,8 % — осіб інших рас |

До двох чи більше рас належало 1,1 %. Частка іспаномовних становила 4,8 % від усіх жителів.
За віковим діапазоном населення розподілялося таким чином: 19,2 % — особи молодші 18 років, 48,4 % — особи у віці 18—64 років, 32,4 % — особи у віці 65 років та старші. Медіана віку мешканця становила 49,4 року. На 100 осіб жіночої статі у селищі припадало 81,7 чоловіків;  на 100 жінок у віці від 18 років та старших — 76,0 чоловіків також старших 18 років.
Середній дохід на одне домашнє господарство  становив 43 597 доларів США (медіана — 35 469), а середній дохід на одну сім'ю — 52 694 долари (медіана — 44 688). За межею бідності перебувало 11,3 % осіб, у тому числі 17,9 % дітей у віці до 18 років та 0,9 % осіб у віці 65 років та старших.
Цивільне працевлаштоване населення становило 312 осіб. Основні галузі зайнятості: освіта, охорона здоров'я та соціальна допомога — 22,8 %, мистецтво, розваги та відпочинок — 13,1 %, виробництво — 10,6 %, будівництво — 9,9 %.